# レフ・ポントリャーギン

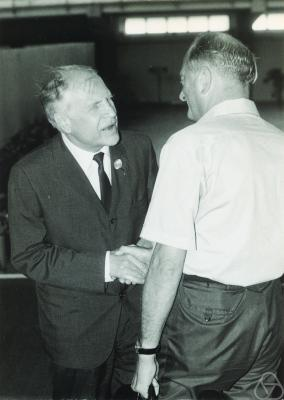
レフ・ポントリャーギン(左)

レフ・セミョーノヴィッチ・ポントリャーギン（Лев Семёнович Понтрягин、1908年9月3日 - 1988年5月3日）は、ロシアの数学者。

## 略歴
ロシア革命前のモスクワに生まれ、ソビエト連邦崩壊直前にこの世を去った。彼の家庭はとても貧しく月謝の安い実験学校さえ行けず、4年制の小学校で最初の教育を受けた。14歳の時にプリムス・ストーブの爆発事故により失明した。そんな彼が数学者となれたのは母親の献身的な努力があったからだと言われている。
農家の主婦だった彼の母親タチヤーナ・アンドリェーエヴナ・ポントリャーギナは、彼が身を立てるための一切の世話を引き受けた。文献を読んで聞かせたり、論文に式を書き込んだり、さらに彼女自身外国語を習得して彼の完全な「秘書」を勤めた。数学者となった彼の専門分野は、幾何学（微分幾何学）だった。
1929年にモスクワ大学卒、1935年には物理・数学博士、教授、1938年には位相群論、連続群論を発表した。数々の数学的業績に対してレーニン賞、スターリン賞、ロバチェフスキー賞、ソビエト連邦国家賞、社会主義労働の英雄という称号などを授かった。

## 著書

### 日本語訳のあるもの
- 『やさしい微積分』（新）坂本實 訳、筑摩書房〈ちくま学芸文庫〉、2008年。ISBN 978-4480091499。
  - 『やさしい微積分』坂本実 訳、東京図書、1980年。NDLJP:12623369。
- 『連続群論』 上、柴岡寿光 訳、岩波書店、1957年。ISBN 978-4000061605。
- 『連続群論』 下、柴岡寿光 訳、岩波書店、1958年。ISBN 978-4000061612。
- 『常微分方程式 新版』千葉克裕 訳、共立出版、1968年。ISBN 978-4320010383、NDLJP:2422255。
- 『座標・線・面―解析幾何と複素変数』（POD）松野武 訳、森北出版〈ポントリャーギン数学入門双書1〉、2012年。ISBN 978-4627042193。
- 『無限小解析ー複素変数からの新しいアプローチ』（POD）清原岑夫 訳、森北出版〈ポントリャーギン数学入門双書2〉、1999年。ISBN 978-4627042216。
- 『代数―線形代数と多項式』（POD）宮本敏雄、松野武 訳、森北出版〈ポントリャーギン数学入門双書3〉、2012年。ISBN 978-4627042391。
- 『常微分方程式とその応用』（POD）宮本敏雄、小柴善一郎 訳、森北出版〈ポントリャーギン数学入門双書4〉、2010年。ISBN 978-4627042490。
- 『数概念の拡張』（POD）宮本敏雄、保坂秀正 訳、森北出版〈ポントリャーギン数学入門双書5〉、2002年。ISBN 978-4627042599。
- 『最適制御理論における最大値原理』（POD）坂本實 訳、森北出版〈ポントリャーギン数学入門双書6〉、2009年。ISBN 978-4627042698。
- 『トポロジーの基礎』井関清志 訳、東京図書、1975年。NDLJP:12622049。
- 『最適過程の数学的理論』ボルチャンスキー、ガムクレリーゼ、ミシチェンコ との共著、関根智明 訳、文一総合出版、1967年。NDLJP:2422275。
- 『競争の場の最適過程 : 競争の場の最適過程/微分ゲーム』ガブリロフとの共著、坂本実 訳、東京図書、1971年。NDLJP:12607708。

### 英語版のあるもの
- Pontryagin, L.S. (2015). Foundations of Combinatorial Topology. Dover Books on Mathematics (Kindle ed.). Dover Publications
- Ordinary Differential Equotion. Pergamon. (2014)